# Колонна ди Стильяно, Никола
Никола Колонна ди Стильяно (итал. Nicola Colonna di Stigliano; 15 июля 1730, Неаполь, Неаполитанское королевство — 30 марта 1796, Савиньяно-суль-Рубиконе, Папская область) — итальянский куриальный кардинал, папский дипломат и доктор обоих прав. Титулярный архиепископ Севастии с 20 мая 1776 по 14 февраля 1785. Апостольский нунций в Испании с 7 июня 1776 по 13 сентября 1785. Кардинал-священник с 14 февраля 1785, с титулом церкви Санто-Стефано-аль-Монте-Челио с 24 июля 1786.